# Sollefteå högre allmänna läroverk
Sollefteå högre allmänna läroverk var ett läroverk i Sollefteå verksamt från 1883 till 1968.

## Historia
Skolan grundades 1880 som en treklassig flickskola, vilket 1883 ombildades till en samskola benämnd Sollefteå privata elementarläroverk. Skolan blev 1920 förklarad som kommunal mellanskola  som mellan 1928 och 1930 ombildades till en samrealskola. Från 1945 fanns det en gymnasium till skolan och denna fick därefter namnet Sollefteå högre allmänna läroverk.
Skolan kommunaliserades 1966 och namnändrades därefter till Vallaskolan. Studentexamen gavs från 1948 till 1968 och realexamen från 1911 till 1967.
Skolbyggnaden är från 1949.